# Австралия на летних Олимпийских играх 1956
На летних Олимпийских играх 1956 года Австралию представляло 294 спортсмена (250 мужчин, 44 женщины). Они завоевали 13 золотых, 8 серебряных и 14 бронзовых медалей, что вывело сборную на 3-е место в неофициальном командном зачёте.

## Медалисты
| Медаль  | Спортсмен | Вид спорта                  | Дисциплина                               |
| ------- | --- | --------------------------- | ---------------------------------------- |
| Золото  | Бетти Катберт | Лёгкая атлетика             | Женщины, 100 м                           |
| Золото  | Бетти Катберт | Лёгкая атлетика             | Женщины, 200 м                           |
| Золото  | Ширли Стрикленд | Лёгкая атлетика             | Женщины, 80 м с барьерами                |
| Золото  | Норма Крокер Бетти Катберт Флёр Меллор Ширли Стрикленд                                                                    | Лёгкая атлетика             | Женщины, эстафета 4×100 м                |
| Золото  | Иан Браун Тони Марчант | Велоспорт                   | Мужчины, тандем                          |
| Золото  | Джон Хенрикс | Плавание                    | Мужчины, 100 м вольным стилем            |
| Золото  | Маррей Роуз | Плавание                    | Мужчины, 400 м вольным стилем            |
| Золото  | Маррей Роуз | Плавание                    | Мужчины, 1500 м вольным стилем           |
| Золото  | Дэвид Тейл | Плавание                    | Мужчины, 100 м на спине                  |
| Золото  | Джон Девитт Джон Хенрикс Кевин О'Халлоран Маррей Роуз                                                                     | Плавание                    | Мужчины, эстафета 4×200 м вольным стилем |
| Золото  | Дон Фрейзер | Плавание                    | Женщины, 100 м вольным стилем            |
| Золото  | Лоррэйн Крэпп | Плавание                    | Женщины, 400 м вольным стилем            |
| Золото  | Лоррэйн Крэпп Дон Фрейзер Фэйт Лич Сандра Морган                                                                          | Плавание                    | Женщины, эстафета 4×100 м вольным стилем |
| Серебро | Грэхэм Джипсон Ричард Госпер Леон Грегори Дэвид Лин                                                                       | Лёгкая атлетика             | Мужчины, эстафета 4×400 м                |
| Серебро | Чарлз Портер | Лёгкая атлетика             | Мужчины, прыжки в высоту                 |
| Серебро | Стюарт Маккензи | Академическая гребля        | Мужчины, одиночки                        |
| Серебро | Джон Девитт | Плавание                    | Мужчины, 100 м вольным стилем            |
| Серебро | Джон Монктон | Плавание                    | Мужчины, 100 м на спине                  |
| Серебро | Лоррэйн Крэпп | Плавание                    | Женщины, 100 м вольным стилем            |
| Серебро | Дон Фрейзер | Плавание                    | Женщины, 400 м вольным стилем            |
| Серебро | Джон Скотт Ролли Таскер                                                                                                   | Парусный спорт              | Класс «12 м² Шарпи»                      |
| Бронза  | Гектор Хоган | Лёгкая атлетика             | Мужчины, 100 м                           |
| Бронза  | Джон Лэнди | Лёгкая атлетика             | Мужчины, 1500 м                          |
| Бронза  | Аллан Лоуренс | Лёгкая атлетика             | Мужчины, 10.000 м                        |
| Бронза  | Норма Троуэр | Лёгкая атлетика             | Женщины, 80 м с барьерами                |
| Бронза  | Марлен Мэтьюз | Лёгкая атлетика             | Женщины, 100 м                           |
| Бронза  | Марлен Мэтьюз | Лёгкая атлетика             | Женщины, 200 м                           |
| Бронза  | Кевин Хогарт | Бокс                        | Мужчины, до 67 кг                        |
| Бронза  | Уолтер Браун Деннис Грин                                                                                                  | Гребля на байдарках и каноэ | Мужчины, байдарки-двойки, 10.000 м       |
| Бронза  | Дик Плуг | Велоспорт                   | Мужчины, спринт                          |
| Бронза  | Мюррэй Райли Мервин Вуд                                                                                                   | Академическая гребля        | Мужчины, двойки                          |
| Бронза  | Майкл Эйкман Фред Киркхам Дэвид Бойкетт Брайан Дойл Гарольд Хевитт Джеймс Хауден Уолтер Ховелл Гарт Мантон Адриан Монджер | Академическая гребля        | Мужчины, восьмёрки                       |
| Бронза  | Гари Чэпмэн | Плавание                    | Мужчины, 100 м вольным стилем            |
| Бронза  | Файт Лич | Плавание                    | Женщины, 100 м вольным стилем            |
| Бронза  | Дуглас Бакстон Деверо Миттон Александер Старрок                                                                           | Парусный спорт              | Класс «5,5 м»                            |

## Результаты соревнований

### Академическая гребля
В следующий раунд из каждого заезда проходили несколько лучших экипажей (в зависимости от дисциплины). В финал A выходили 4 сильнейших экипажей.
Мужчины
| Соревнование | Спортсмены      | Предварительный заезд | Предварительный заезд | Предварительный заезд | Отборочный заезд | Отборочный заезд | Отборочный заезд | Полуфинал | Полуфинал | Полуфинал | Финал  | Финал |
| Соревнование | Спортсмены      | Заезд                 | Время                 | Место                 | Заезд            | Время            | Место            | Заезд     | Время     | Место     | Время  | Место |
| ------------ | --------------- | --------------------- | --------------------- | --------------------- | ---------------- | ---------------- | ---------------- | --------- | --------- | --------- | ------ | ----- |
| одиночки     | Стюарт Маккензи | 1                     | 7:28,8                | 1 Q                   | не участвовал    | не участвовал    | не участвовал    | 2         | 9:19,5    | 2 Q       | 8:07,7 | 2     |

### Лёгкая атлетика
Мужчины
Технические дисциплины
| Дисциплина    | Спортсмен    | Квалификация | Квалификация | Финал                | Финал                |
| Дисциплина    | Спортсмен    | Результат    | Место        | Результат            | Место                |
| ------------- | ------------ | ------------ | ------------ | -------------------- | -------------------- |
| метание копья | Джеймс Ачёрч | 57,09        | 21           | завершил выступление | завершил выступление |